# Fenwickia
Fenwickia är ett släkte av tvåvingar. Fenwickia ingår i familjen myllflugor.
Kladogram enligt Catalogue of Life:
| Fenwickia | \| \| Fenwickia affinis \| \| \| \| \| \| Fenwickia caudata \| \| \| \| \| \| Fenwickia claripennis \| \| \| \| \| \| Fenwickia hirsuta \| \| \| \| \| \| Fenwickia nuda \| \| \| \| \| \| Fenwickia similis \| \| \| \| |
|           | \| \| Fenwickia affinis \| \| \| \| \| \| Fenwickia caudata \| \| \| \| \| \| Fenwickia claripennis \| \| \| \| \| \| Fenwickia hirsuta \| \| \| \| \| \| Fenwickia nuda \| \| \| \| \| \| Fenwickia similis \| \| \| \| |
|           | Fenwickia affinis |
|           | |
|           | Fenwickia caudata |
|           | |
|           | Fenwickia claripennis |
|           | |
|           | Fenwickia hirsuta |
|           | |
|           | Fenwickia nuda |
|           | |
|           | Fenwickia similis |
|           | |